# Rauhe Ernte
Rauhe Ernte ist ein US-amerikanisches Filmdrama aus dem Jahr 1947 von Tay Garnett mit Alan Ladd und Dorothy Lamour in den Hauptrollen. Der Film wurde von Paramount Pictures produziert.

## Handlung
In einem texanischen Saloon stellt Joe Madigan zu Beginn der jährlichen Weizenernte, die sich nach Norden bis nach Kanada erstreckt, eine Mannschaft von Mähdreschern zusammen, um bei den ersten Nachkriegsernten zu helfen. Unter ihnen ist Jim Davis, ein alter Freund von Joe, der ein erfahrener Mechaniker, aber auch ein verantwortungsloser Spieler ist. Schon während der ersten Woche entlässt Joe Jim, weil er sich mit einer Frau herumgetrieben hat, als er zur Reparatur eines Mähdreschers gebraucht wurde. Jim beweist jedoch seine Loyalität, indem er sein Leben riskiert, um einen Mähdrescher vor einem Weizenfeldbrand zu retten.
Als die Crew nach Norden zieht, stellt sie fest, dass die rivalisierende Alperson-Crew sie unterboten und ihre Verträge gestohlen hat. Auf Anraten von Fay Rankin, der Nichte eines Bauern, schlägt Joes Crew die von Alperson, indem sie Rankins Feld mäht, als ein Sturm aufzieht. Später besucht Fay Joe in seinem Zelt und versucht ihn zu verführen, aber er ignoriert sie. Als es weiter regnet, verschwindet Jim und Joe findet ihn schließlich bei einem Stadttanz mit Fay, die Joe bittet, sie mitzunehmen. Auch Alpersons Crew ist bei dem Tanzfest dabei. Als zwei von ihnen Higgins, das ständig betrunkene Mitglied von Joes Crew, belästigen, kommt es zu einer Schlägerei, die Joes Männer für sich entscheiden. Später entdecken sie, dass Alpersons Crew eine ihrer Maschinen sabotiert hat, und Jim willigt ein, zurückzubleiben und auf ein neues Maschinenteil zu warten.
Einige Tage später schließt sich Jim mit Fay, die seine Frau geworden ist, der Crew an. Joe ist sich bewusst, dass Fay Jim nur dazu benutzt, an ihn heranzukommen, und setzt seine Regel, keine Frauen in der Crew zu haben, durch. Als Jim damit droht, aufzuhören, ändert er seine Meinung. In den folgenden Wochen verbringen Jim und Fay ihre Nächte mit Glücksspielen, wobei sie ihm vortäuscht, ihn zu lieben. Eines Nachts weigert sie sich, mit Jim auszugehen und besucht Joe in seinem Zelt, wo sie versucht, Joe dazu zu verführen, von jedem geernteten Ertrag ein paar Scheffel zu stehlen. Sie provoziert Joe zusätzlich, indem sie zugibt, dass ihre Ehe mit Jim ein Witz ist. Nachdem Joe ihr seine Meinung über sie gesagt hat, gibt sie ihm eine Ohrfeige, woraufhin Jim hereinkommt und Joe beschuldigt, ihn betrogen zu haben.
In den folgenden Wochen fällt es Joe in Nebraska immer schwerer, Aufträge zu erhalten, und er erfährt, dass er sich den Ruf erworben hat, niedrige Erträge zu erzielen. Kink, ein Joe treues Besatzungsmitglied, erwischt Jim beim Weizendiebstahl und informiert Joe. Als Kink und Joe Jim verfolgen, finden sie ihn, als eine Gruppe von Bauern ihn überfallen will, während er versucht, den gestohlenen Weizen abzuladen. Joe und Kink kehren ins Lager zurück und alarmieren die Männer, die entschlossen sind, Jim als Dieb zu entlarven und den Ruf der Crew zu retten. Joe weiß jedoch, dass Fay Jim manipuliert hat und überzeugt die Crew, ihm beizustehen. Als ein Konvoi von Bauern die Crew aus dem Staat jagt, sperrt Joe mit einem Mähdrescher eine schmale Straße, damit die Crew sicher die Grenze nach Wyoming überqueren kann.
In einem Saloon gibt Joe Kink Geld, um es den Bauern in Nebraska zurückzuzahlen und sie davon abzuhalten, die Crew strafrechtlich zu verfolgen. Alperson bietet Joe an, die vier verbleibenden Mähdrescher zu kaufen, da er sich bewusst ist, dass die Zahlung dafür fällig ist. Weil er die Bauern ausgezahlt hat, ist Joe knapp bei Kasse, aber Jim verkündet, dass er Fays Auto verkauft hat und gibt Joe das Geld. In ihrer Wut erzählt sie Jim, dass sie ihn nur geheiratet hat, um Joe nahe zu sein. Es kommt zu einer Schlägerei zwischen ihm und Jim. Als Jim, wie schon bei der Schlägerei beim Tanzfest, eine Zahnkrone verliert, hält Joe gutmütig inne, um sie zu finden, bevor er seinen Freund ein letztes Mal schlägt. Während die beiden Männer erschöpft auf dem Boden liegen, kommt Crewmitglied Mark Lewis herein und verkündet fröhlich, dass er ihnen einen neuen Auftrag besorgt hat. Jim sagt Fay, dass sie älter aussieht und geht mit Joe. Dann gibt Kink Alperson eine Ohrfeige, bevor er Joe und Jim hilft, Higgins wegzutragen, der wieder volltrunken ist.

## Hintergrund
Gedreht wurde der Film von Ende Juni bis Anfang Juli 1946 in Arvin, Bakersfield (beides in Kalifornien) und in Homestead (Florida) sowie in den Paramount-Studios in Hollywood.
Paramount bildete auf einer seiner Studiobühnen ein echtes Weizenfeld nach, indem vier Hektar Weizen von einer Ranch ca. 60 Kilometer nördlich von Fresno in mit Erde gefüllte Flächen verpflanzt wurden. Anschließend wurde der Weizen mit Mähdreschern geschnitten, woraufhin fast fünfeinhalb Tonnen Weizen (200 bushel) für wohltätige Zwecke gespendet wurden. Die Ranch, von der der Weizen stammte, war die „größte bewässerte Weizenfarm der Welt“. In einem Artikel der Los Angeles Times hieß es, dass das Thema der Nachkriegsweizenernte „dieses Jahr von besonderer Intensität ist und die ganze Welt nach Brot schreit“.
Für den Film wurden Teile einer tatsächlichen Weizenernte in Kalifornien, Kansas und North Dakota, insgesamt über 40.400 Hektar (100.000 acres), gefilmt.
Haldane Douglas und Hans Dreier oblag die künstlerische Leitung. Sam Comer und Frank R. McKelvy waren für das Szenenbild zuständig, Edith Head für die Kostüme, Wally Westmore für das Maskenbild. Farciot Edouart und Gordon Jennings schufen die Kamera-Effekte. Charles C. Coleman und Byron Haskin waren die Regisseure der Second Unit mit Gerd Oswald als Assistent sowie Loyal Griggs, William C. Mellor und Leo Tover als Kameramänner. Orchesterleiter waren Sidney Cutner und Leo Shuken mit dem Violinisten Toscha Seidel als Konzertmeister.

## Synchronisation
Die deutschsprachige Synchronfassung entstand 1952 im Auftrag der Berliner Synchron.
| Rolle       | Schauspieler   | Deutscher Synchronsprecher |
| ----------- | -------------- | -------------------------- |
| Joe Madigan | Alan Ladd      | Ernst Wilhelm Borchert     |
| Fay Rankin  | Dorothy Lamour | Gisela Trowe               |
| Jim Davis   | Robert Preston | Wolfgang Lukschy           |
| Kink        | Lloyd Nolan    | Siegfried Schürenberg      |
| Higgins     | Allen Jenkins  | Clemens Hasse              |

## Veröffentlichung
Die Premiere des Films fand am 26. September 1947 statt. In der Bundesrepublik Deutschland kam er am 2. September 1952 in die Kinos.

## Kritiken
James Agee befand im Magazin Time, der Film füge der Formel etwas Neues hinzu: Diesmal seien die Helden Wanderarbeiter, die mit Mähdreschern an der robusten Weizenernte beteiligt sind. Die Erntearbeit gebe dem Publikum etwas Neues und Spannendes zum Anschauen, und es gebe den Darstellern auch etwas Besseres zu tun, als miteinander zu reden und Grimassen zu schneiden. Aber es werde immer noch zu viel geredet und Grimassen gezogen.
Bosley Crowthers Urteil in der The New York Times war negativ. Es sei kein großer Film, tatsächlich ein schlechter.
Der Kritiker des TV Guide schrieb, Garnetts Nachfolgefilm von Im Netz der Leidenschaften erreiche nie ganz das Maß an Leidenschaft, das aus den Seiten des Originals von James M. Cain hervorsickerte, könne aber mit drei großartigen Hauptdarsteller und einer Horde lobenswerter Nebendarsteller aufwarten.
Das Lexikon des internationalen Films schrieb: „Konventionelles Hollywood-Drama mit stimmiger Milieuzeichnung und humoristischen Einlagen.“